# El dios de las pequeñas cosas
El dios de las pequeñas cosas (The God of Small Things, 1997) es una novela escrita en lengua inglesa por la escritora india Arundhati Roy, que cuenta las experiencias de la infancia de dos hermanos gemelos en el estado de Kerala, esencialmente durante unos días de 1969. El libro, que ganó el Booker 1997, es una descripción de cómo las pequeñas cosas de la vida se acumulan, influyen en el comportamiento de las personas y afectan a sus vidas.
El dios de las pequeñas cosas es la primera novela de Roy.  Terminada en 1996, tardó cuatro años en escribirla. Pankaj Mishra, responsable de HarperCollins, vio el potencial de la historia de Roy y la presentó a tres editoriales británicas. La escritora recibió medio millón de libras por adelantado y los derechos del libro fueron vendidos en 21 países. Aunque ampliamente elogiado, el libro recibió también algunas críticas por su verbosidad y controvertida temática[cita requerida].

## Argumento
La historia tiene lugar, principalmente, en un pueblo llamado Ayemenem o Aymanam, en Kottayam,en el estado de Kerala de la India. El tiempo de la novela se mueve entre el año 1969, cuando los gemelos Rahel y Estha tienen siete años, y 1993, cuando los gemelos se vuelven a reencontrar a los 31 años. Gran parte de la historia está escrita desde la perspectiva de los niños. Las palabras del idioma malayalam son utilizadas libre y conjuntamente con el inglés. La novela capta varios aspectos de la vida en Kerala como el comunismo, sistema de castas y el cristianismo sirio-ortodoxo.

## Resumen
Este resumen del argumento coloca los acontecimientos en orden cronológico, aunque la novela cambie en el tiempo. El eje de la historia había aparecido antes, en El príncipe de las mareas, de Pat Conroy[cita requerida].
El tiempo de la novela se mueve entre el año 1969, cuando los gemelos Rahel y Estha tienen siete años, y 1993, cuando los gemelos se reúnen a los 31 años. Gran parte de la historia está escrita desde la perspectiva de los niños.
Shri Benaan John Ipe (llamado Pappachi, que significa abuelo), un entomólogo imperial antes de su retiro, tuvo dos hijos, Ammu y Chacko, con su esposa Shoshamma Ipe (llamada Mammachi, que significa abuela). Pappachi fue un amargado pues,  tras su descubrir una nueva especie de polilla, fue despedido y su hallazgo atribuido a otra persona. Tras su fachada de ser un marido perfecto se esconde un padre abusivo con su familia, especialmente hacia Mammachi a quien maltrata. Una noche, cuando Pappachi está golpeando a su esposa, Chacko, el hermano de Ammu, le detiene y le dice que no vuelva a hacerlo. Desde entonces, hasta su muerte, Pappachi no vuelve a pegarle ni a hablarle a su esposa. También se niega a que Ammu, su hija, continué su educación universitaria, y ésta es obligada a volver a casa, a Ayemenem. Sin dotes suficientes para una propuesta de matrimonio, Ammu estaba desesperada por escapar del mal humor de su padre y del sufrimiento de su madre. Por fin convence a sus padres para dejarla pasar un verano con una tía lejana en Calcuta. Para evitar volver a Ayemenem se casa con un hombre que ayuda en la gestión de una finca de té (que más tarde se descubre que es un alcohólico, que la maltrata e intenta prostituirla con su jefe para no ser despedido de su trabajo). Juntos tienen dos hijos gemelos, Estha y Rahel. A la larga abandona a su marido y regresa a vivir con su madre, su hermano Chacko y la hermana de Pappachi: Bebé Kochamma, a Ayemenem.
Cuando era joven, Bebé Kochamma se enamoró del padre Mulligan, un joven sacerdote irlandés que había llegado a Ayemenem para estudiar las escrituras hindúes. Con el fin de acercarse a él, Bebé Kochamma se convirtió al catolicismo e ingresó en un convento. El padre Mulligan, sin embargo, regresa a los Estados Unidos. Ella, rápidamente, se dio cuenta de la inutilidad de sus planes y regresó a casa, aunque nunca dejó de amarle. Debido a sus propias desgracias, Bebé Kochamma disfruta de las desgracias de otros.
Mientras estudiaba en Oxford, Chacko se enamoró y, posteriormente, se casó con una mujer inglesa llamada Margaret. Poco después de nacer su hija Sophie Mol, Chacko y Margaret se divorciaron, ya que Margaret se había enamorado de otro hombre, Joe con el que más tarde contrajo matrimonio. Chacko, incapaz de encontrar trabajo en el Reino Unido, regresa a la India para impartir clases. Nunca dejó de querer a Margaret y ambos se mantuvieron en contacto. Tras la muerte de Pappachi, Chacko vuelve a Ayemenem y amplía el negocio de encurtidos de su madre convirtiéndolo en una fracasada fábrica de mermeladas y conservas llamada “Encurtidos y Conservas Paraíso”
Joe, el marido de Margaret muere en un accidente. Chacko invita a Margaret y a su hija Sophie a pasar las navidades en Ayemenem. De camino al aeropuerto, la familia (Chacko, Ammu, Estha, Rahel y Bebé Kochamma) se encuentra con un grupo de manifestantes comunistas. Estos rodean el coche de la familia y fuerzan a Bebé Kochamma a ondear una bandera roja y gritar un eslogan comunista. Se siente humillada y empieza a albergar un profundo odio hacia Velutha, un trabajador de la fábrica conservera, a quien Rahel afirma haber visto entre la multitud. Más tarde en el cine, mientras la familia ve Sonrisas y lágrimas, el vendedor de refrescos del ambigú (el "Hombre de la Limonada y la Naranjada") abusa sexualmente de Estha, cuando este se encuentra solo, y le obliga a masturbarle.
Velutha es un paria, un intocable. Su familia ha trabajado para Chacko durante generaciones. Tiene un gran talento con las manos, es un consumado carpintero y muy buen mecánico y se ha vuelto indispensable en la fábrica de encurtidos debido a su a habilidad con la reparación de la maquinaria. Rahel y Estha admiran a Velutha y se hacen amigos de él. El día de la llegada de Margaret y Sophie, Ammu y Velutha se dan cuentan que se sienten atraídos el uno por el otro. Cuando se descubre la íntima relación entre ellos, Ammu es engañada y encerrada en su habitación y Veluhta es desterrado. Cuando los gemelos, hijos de Ammu, le preguntan a su madre por qué está encerrada, ésta, dejándose llevar por su ira, los culpa a ellos como la razón por la cual no puede ser libre y les grita que se vayan. Rahel y Estha deciden huir y Sophie los convence para que la lleven con ellos. Durante la noche, mientras intentaban llegar a una casa abandonada, atravesando el río, su barco se vuelca y Sophie se ahoga. Los gemelos buscan a Sophie toda la noche pero no consiguen encontrarla. Cansados, se quedan dormidos en la casa abandonada, sin ser conscientes de que Velutha está allí también.
Cuando el cuerpo de Sophie es hallado, Bebé Kochamma va a la policía y Velutha es acusado de ser el responsable de la muerte de Sophie, debido a que Bebé Kochamma lo acusa de intentar violar a Ammu, amenazar a la familia y secuestrar a los niños. La policía localiza a Velutha y le golpean salvajemente. Los gemelos fueron testigos de esta escena tan terrible y se ven profundamente afectados por ella.
Cuando los gemelos confiesan la verdad sobre la accidental muerte de Sophie al jefe de policía se asusta, ya que sabe que Velutha es comunista y teme que su detención ilegal y su muerte inminente provoquen un disturbio entre los comunistas locales. Amenaza a Bebé Kochamma, diciéndole que si los niños no cambian su historia y declaran que Velutha los secuestró, ella será la responsable por acusar a Velutha falsamente del crimen de Sophie. Bebé Kochamma engaña a Rahel y Estha y les hace creer que si no acusan a Velutha de la muerte de Sophie, Ammu y ellos serán encarcelados. Deseosos de salvar a su madre los niños testifican en contra de Velutha. Más tarde éste muere a causa de sus heridas. No obstante, Bebé Kochamma subestimó el amor de Ammu por Velutha y ella, al enterarse de su detención, va la comisaría para contar la verdad sobre su relación amorosa pero allí los policías le dicen que deje el asunto y no insista.
Por miedo a que se descubra su mentira, Bebé Kochamma convence a Chacko de que Ammu y los gemelos son los responsables de la muerte de su hija. Chacko fuerza a Ammu a abandonar su casa y con el paso del tiempo, tras ser incapaz de encontrar un trabajo, se ve obligada a mandar a Estha a vivir con su padre. Estha nunca vuelve a ver a su madre de nuevo, ya que ella, unos años más tarde, muere sola y empobrecida.
Rahel, cuando crece, se marcha a los Estados Unidos, se casa, más tarde se divorcia y, finalmente, regresa de nuevo a Ayemenem después de varios años trabajando como camarera en un restaurante indio y como recepcionista de noche en una gasolinera. Los hermanos gemelos, ambos con 31 años, se reúnen por primera vez desde que tenían 7 años. Ambos han sido dañados por su pasado y Estha se ha quedado mudo para siempre debido a tan traumática infancia. Los gemelos están juntos la mayor parte del día y, finalmente, mantienen relaciones sexuales.

## Algunos personajes de la novela
Pappachi (Shri Benaan John Ipe): Marido de Mammachi, padre de Ammu y Chacko y abuelo de Estha, Rahel y Sophie Mol. Fue un gran entomólogo.
Mammachi (Shoshamma Ipe): Esposa de Pappachi, madre de Chacko y Ammu y abuela de Rahel, Estha y Sophie Mol. Fundó la fábrica familiar de encurtidos y conservas.
Ammu: La madre de Rahel y Estha, hermana de Chacko, hija de Pappachi y Mammachi.
Baba: El padre de Rahel y Estha. Trató de prostituir a Ammu. Cuando se separaron, él volvió a casarse.
Estha (Esthappen Yako): Hermano gemelo de Rahel. Hijo de Ammu y Baba. Vive una infeliz infancia marcada por abusos sexuales que le provocan mudez.
Rahel: Hermana gemela de Estha, hija de Ammu y Baba. Casada y divorciada de Larry McCaslin.
Chacko: Hermano de Ammu, hijo de Pappachi y Mammachi y padre de Sophie Mol. Casado y posteriormente divorciado de Margaret Kochamma.
Margaret Kochamma: Exmujer de Chacko. Madre de Sophie Mol.
Sophie Mol: Prima de los gemelos, hija de Chacko y de Margaret Kochamma.
Bebé Kochamma (Navomi Ipe): Hermana de Pappachi, tía de Chacko y Ammu y tía abuela de Sophie Mol, Estha y Rahel.
Padre Mulligan: Amor platónico de Baby Kochamma..
Camarada Pillai: Líder del partido comunista local.
Joe: Segundo marido de Margaret.
Larry McCaslin: Exmarido de Rahel. Viaja a la India para dar clases y se enamora de Rahel a quien lleva con él a los Estados Unidos.
Inspector Thomas Mathew: Inspector de policía que realiza las entrevistas a Bebé Kochamma.
Velutha: Es el personaje que da sentido al título de la novela. Un carpintero local, un intocable (de casta social inferior) por nacimiento.
Kuttappen: Hermano discapacitado de Velutha.
Urumban: Hermano gemelo imaginario de Velutha.
Vellya Paapen: El padre de Velutha. Un paria.

## Lectura complementaria (inglés)
Arundhati Roy's The God of Small Things: Critique and Commentary, de R. S. Sharma, Shashi Bala Talwar. Publicado por Creative Books, 1998.
Explorations: Arundhati Roy's the God of small things, de Indira Bhatt, Indira Nityanandam. Publicado por Creative Books, 1999.
The God of Small Things: A Saga of Lost Dreams, por K. V. Surendran. Publicado por Atlantic Publishers & Distributors, 2000.
Arundhati Roy's The God of small things: a reader's guide, de Julie Mullaney. Publicado por Continuum International Publishing Group, 2002.
Reading Arundhati Roy's The God of Small Things, de Carole Froude-Durix, Jean-Pierre Durix. Publicado por Editions universitaires de Dijon, 2002.
Arundhati Roy's The god of small things: a critical appraisal, de Amar Nath Prasad. Publicado por Sarup & Sons, 2004.
The God of Small Things: A Novel of Social Commitment, de Amitabh Roy. Publicado por Atlantic Publishers & Distributors, 2005.
Arundhati Roy's The god of small things, de Alex Tickell. Publicado por Routledge, 2007.
Caste and The God of Small ThingsEmory University
The God of Small Things, Chapter One - Paradise Pickles and Preserves